# 切爾沃諾沃洛季米里夫卡 (新敖德薩區)
47°20′15″N 32°2′40″E / 47.33750°N 32.04444°E
切爾沃諾沃洛季米里夫卡（烏克蘭語：Червоноволодимирівка），是烏克蘭南部的村莊，隸屬尼古拉耶夫州的尼古拉耶夫區。該村始建於1895年，面積1.33平方公里，海拔高度92米，2001年人口364，人口密度每平方公里273.7人。